# Evangelische Kapelle (Mardorf)

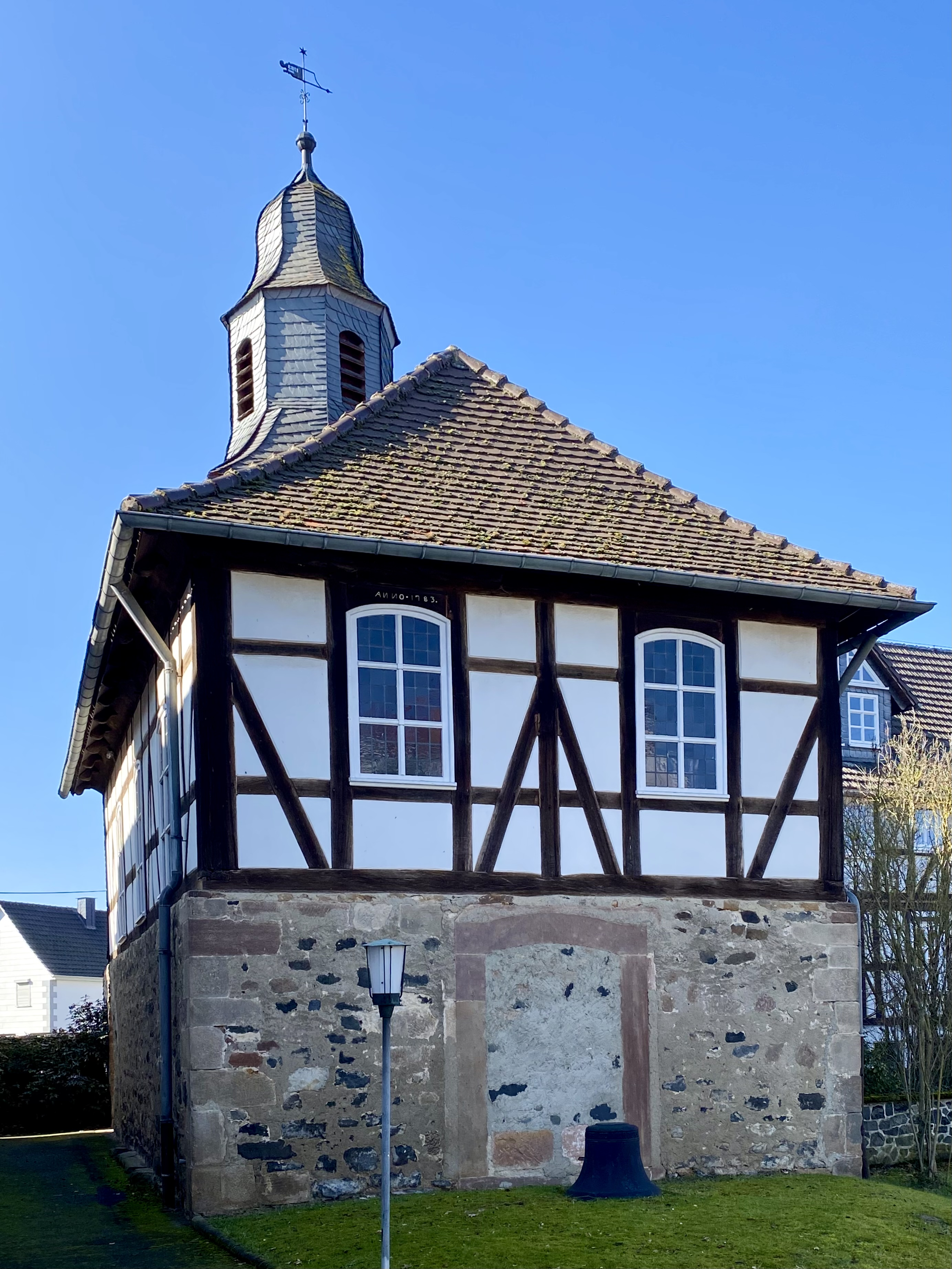
Evangelische Kapelle in Mardorf

Die evangelische Kapelle Mardorf ist ein denkmalgeschütztes Kirchengebäude im Stadtteil Mardorf der Stadt Homberg (Efze) im Schwalm-Eder-Kreis  in Hessen. Die Kirche gehört zur Kirchengemeinde Berge im Kirchenkreis Schwalm-Eder im Sprengel Marburg der Evangelischen Kirche von Kurhessen-Waldeck.

## Beschreibung
Bereits 1690 wurde eine Kapelle aus Bruchsteinen und Ecksteinen errichtet, deren Erdgeschoss im Jahre 1783 mit Holzfachwerk aufgestockt wurde. Das ursprüngliche Portal im Osten wurde vermauert. Aus dem Walmdach des Kirchenschiffs erhebt sich im Westen ein schiefergedeckter achteckiger Dachreiter, der mit einer glockenförmigen Haube bedeckt ist. Der Innenraum ist mit einer stuckierten Flachdecke überspannt, die von Vouten gerahmt wird. Die Orgel mit 6 Registern, einem Manual und Pedal wurde von der Orgelbauwerkstatt Rotenburg restauriert.